# Supercoppa bulgara 2016 (pallavolo maschile)
La Supercoppa bulgara 2016 si è svolta il 16 ottobre 2016: al torneo hanno partecipato due squadre di club bulgare e la vittoria finale è andata per la prima volta al Neftohimik.

## Regolamento
Le squadre hanno disputato una gara unica.

## Squadre partecipanti
| Squadra    | Qualificazione                       | Ultima partecipazione |
| ---------- | ------------------------------------ | --------------------- |
| Dobrudža   | Vincitrice Superliga 2015-16         | Debutto               |
| Neftohimik | Vincitrice Coppa di Bulgaria 2015-16 | Debutto               |

## Torneo
| 16 ottobre 2016 Sportna Zala Vasıl Levski, Pazardžik Durata: ? - Spettatori: 2 000 | Dobrudža | 2 - 3 | Neftohimik | 23-25, 25-20, 34-32, 15-25, 12-15 |